# …Три синих-синих озера малинового цвета…
«…Три синих-синих озера малинового цвета…» — советский рисованный мультфильм 1981 года режиссёра Роберта Саакянца, снятый по мотивам сказки О. Туманяна «Охотник-враль».

## Творческая группа
- Авторы сценария, режиссёры и художники-постановщики: Роберт и Людмила Саакянц
- Оператор: Алиса Кюрдиан
- Композитор: Георгий Гаранян
- Роли озвучивали: Ольга Громова, Гарри Бардин
- Художники-мультипликаторы: Роберт Саакянц, Владимир Маилян, Саш Андраникян
- Художники: Юбик Мурадян, Степан Галстян, И. Патрик, Миртад Газазян
- Звукооператоры: Борис Фильчиков, Карен Курдиян
- Ассистенты: Мадо Адамян, А. Карагаш, Н. Малян
- Редактор: Грачя Бейлерян
- Директор картины: Генрих Шаапуни

## Сюжет
Мальчик видит сон-небылицу, как он вместе со своей семьёй ходил на чудесную охоту и вернулся с добычей.
Несмотря на то, что действие мультфильма, судя по всему, происходит в начале XX века, в нём есть много отсылок к произведениям как мировой, так и советской культуры, а также абсурдный юмор. Например, стрела, запущенная мальчиком, попадает к Царевне-лягушке, а дядя Мади, пока готовится обед, смотрит по телевизору программу «Спокойной ночи, малыши!».

## Издания
В 1997 году выпускался на видеокассете со сборником мультфильмов «Клад». Дистрибьюторы — «ВИДЕОСОЮЗ» и «ДИНАРА».
С середины 1990-х годов мультфильм выпускался на VHS изданием «Мастер Тэйп», в 2000 году — в сборнике мультфильмов «Детский кинотеатр: Ходжа Насредин».
В 2021 году мультфильм выпускался в цифровом формате в одноимённом сборнике.
В 1988—1989 годах по мотивам мультфильма были выпущены диафильмы «Три синих-синих озера малинового цвета… Часть 1» (1988) и «Три синих-синих озера малинового цвета… Часть 2» (1989)